# Glaciar Athabasca

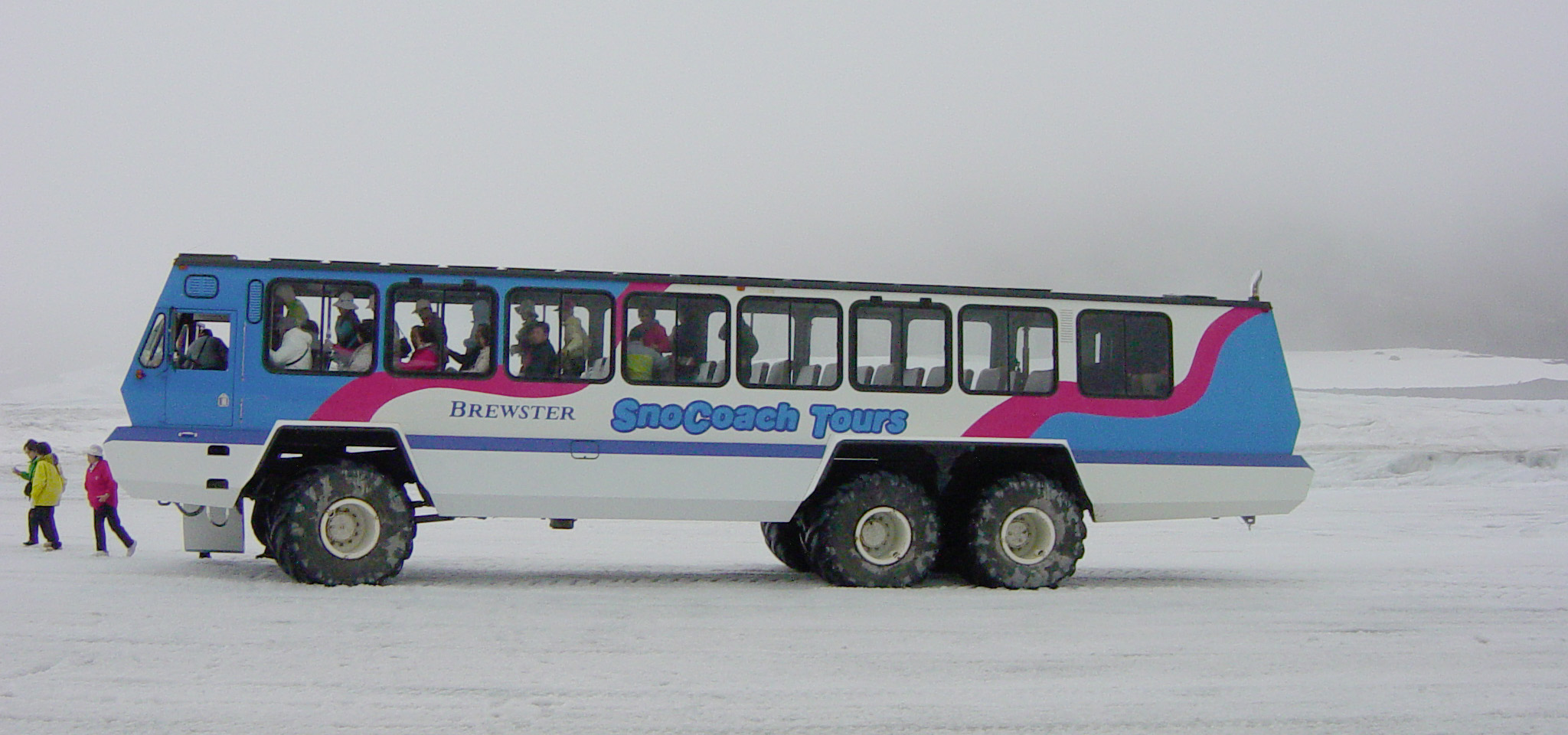
Um Terra Bus no glaciar

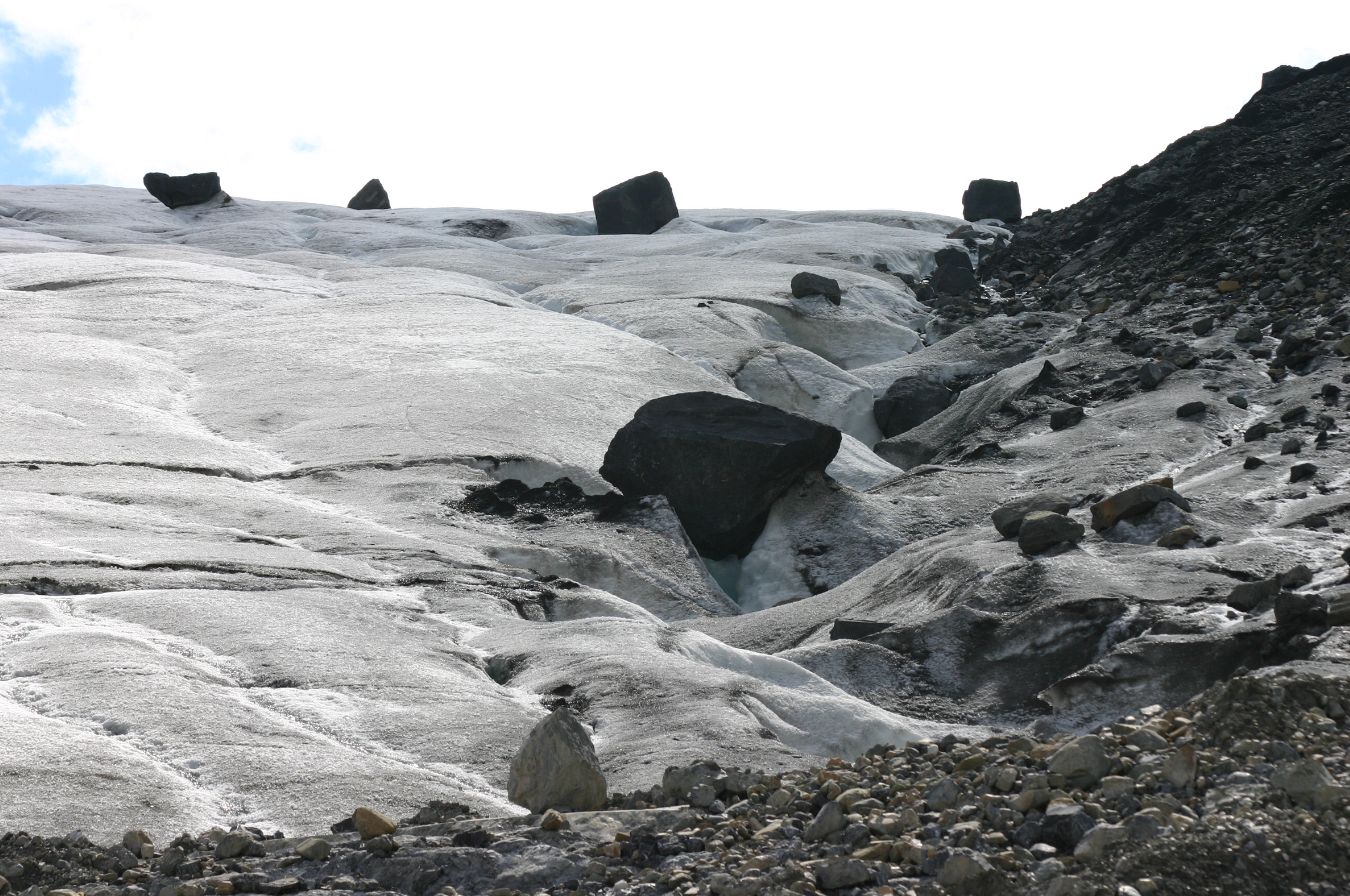
Blocos erráticos sobre o glaciar Athabasca (Parque Nacional de Jasper, Canadá)

O glaciar Athabasca é um dos seis principais braços do campo de gelo Columbia, situado nas Montanhas Rochosas Canadenses. O glaciar Athabasca tem aproximadamente 6 km de comprimento e cobre uma área de 6 km² com uma espessura que varia entre os 90 e os 300 metros.
Devido ao aquecimento do clima, este glaciar recuou mais de 1.5 km nos últimos 125 anos, perdendo mais de metade do seu volume. Atualmente encontra-se em regressão à velocidade de 2-3 metros por ano. A sua velocidade de saída do campo de gelo é de alguns centímetros por dia. 
Devido à sua proximidade à estrada que liga Banff a Jasper, bem como ao relativamente fácil acesso, é o glaciar mais visitado da América do Norte. O ponto terminal do glaciar pode ser facilmente atingido após uma pequena caminhada.